# Tour de Bulgarie
Le Tour de Bulgarie est une course par étapes bulgare qui a lieu tous les ans. Il fait partie de l'UCI Europe Tour, dans la catégorie 2.2. Il est par conséquent ouvert à d'éventuelles équipes continentales professionnelles bulgares, aux équipes continentales, à des équipes nationales et à des équipes régionales ou de clubs. Les UCI ProTeams (première division) ne peuvent pas participer.
Il n'y a pas eu d'épreuve entre 1925 et 1934, 1936 et 1948, 1951 et 1954. L'édition 2014 est annulée.
En 2017, le Tour de Bulgarie se compose de deux courses de trois jours, « Tour de Bulgarie-Nord » et « Tour de Bulgarie-Sud », donnant chacune lieu à un classement général.

## Palmarès
| Année       | Vainqueur                          | Deuxième               | Troisième                |  |
| ----------- | ---------------------------------- | ---------------------- | ------------------------ |  |
| 1924        | Georgi Abadjiev et Kosta Djulgerov |                        |                          |  |
| 1935        | Marin Nikolov                      |                        |                          |  |
| 1949        | Milko Dimov                        |                        |                          |  |
| 1950        | Milko Dimov                        |                        |                          |  |
| 1955        | Stojan Georgiev Demirev            | Nentcho Christov       | Milko Dimov              |  |
| 1956        | Dimitar Kolev                      | Nentcho Christov       | Ilia Krastev             |  |
| 1957        | Nentcho Christov                   | Milko Dimov            | Ivan Todorov             |  |
| 1958        | Bojan Kotcev                       | Joseph Wasko           | Camille Buysse           |  |
| 1959        | Bojan Kotsev                       | Alex Van Kreuningen    | Bogusław Fornalczyk      |  |
| 1960        | Bojan Kotsev                       | André Durnez           | Maurice Leboutte         |  |
| 1961        | Dimitar Kolev                      | Joze Sebenik           | Eugeniusz Pokorny        |  |
| 1962        | Ivan Bobekov                       | Johannes Sober         | Nentcho Christov         |  |
| 1963        | Laylo Tzotzev                      | Nentcho Christov       | Ivan Bobekov             |  |
| 1964        | Boris Botchev                      | Stefan Neytchev        | Ivan Bobekov             |  |
| 1965        | Jiří Háva                          | Angel Kirilov          | Roberto Bonetto          |  |
| 1966        | Ivan Bobekov                       | Klaus Ampler           | Angel Kirilov            |  |
| 1967        | Jan Wenczel                        | Dmitar Kotev           | Atanas Nikolov           |  |
| 1968        | Vesko Kutujev                      | Bernd Knispel          | Atanas Nikolov           |  |
| 1969        | Selvino Poloni                     | Bernd Knispel          | Stanislaw Labocha        |  |
| 1970        | Fedor den Hertog                   | Dieter Gonschorek      | Dieter Mickein           |  |
| 1971        | Ryszard Szurkowski                 | Zygmunt Hanusik        | Jörgen Timm              |  |
| 1972        | Ivan Popov                         | Lukjan Lys             | Svatopluk Henke          |  |
| 1973        | Ivan Skosirev                      | Detlef Kletzin         | Jani Tchakarov           |  |
| 1974        | Rinat Charafuline                  | Alexandre Gussiatnikov | Jørgen Marcussen         |  |
| 1975        | Janusz Kowalski                    | Alexandre Gussiatnikov | Edward Barcik            |  |
| 1976        | Alexandre Gussiatnikov             | Tadeusz Mytnik         | Hans-Joachim Hartnick    |  |
| 1977        | Siegbert Schmeisser                | Jordan Pentchev        | Zdenek Bartonicek        |  |
| 1978        | Nentcho Staykov                    | Youri Barinov          | Peter Koch               |  |
| 1979        | Youri Barinov                      | Jiří Škoda             | Thomas Barth             |  |
| 1980        | Nentcho Staykov                    | Jörg Kölher            | Hans-Joachim Meisch      |  |
| 1981        | Boris Issaiev                      | Venelin Hubenov        | Leon Dejits              |  |
| 1982        | Leon Dejits                        | Martin Götze           | Mikhaïl Naumov           |  |
| 1983        | Venelin Hubenov                    | Dan Radtke             | Alexandre Jevpak         |  |
| 1984        | Nentcho Staykov                    | Viktor Klimov          | Jan Schur                |  |
| 1985        | Petar Petrov                       | Nasko Stoichev         | Uwe Raab                 |  |
| 1986        | Boiko Anguelov                     | Petar Petrov           | Evgueni Zagrebelni       |  |
| 1987        | Petar Petrov                       | Alexandre Zinoviev     | Nentcho Staykov          |  |
| 1988        | Valentin Chivkov                   | Mladen Ivanov          | Nentcho Staykov          |  |
| 1989        | Didier Pasgrimaud                  | Vladimir Kirik         | E. Egochkine             |  |
| 1990        | Pavel Chumanov                     | Jaroslav Bilek         | Ivan Ivanov              |  |
| 1991        | Aleksandar Milenković              |                        |                          |  |
| 1992        | Pavel Chumanov                     |                        |                          |  |
| 1993        | Mano Lubbers                       |                        |                          |  |
| 1994        | Hristo Zaikov                      |                        |                          |  |
| 1995        | Hristo Zaikov                      |                        |                          |  |
| 1996        | Hristo Zaikov                      | Ruslan Ivanov          | Petar Petrov             |  |
| 1997        | Pavel Chumanov                     |                        |                          |  |
| 1998        | Krassimir Vasiliev                 |                        |                          |  |
| 1999        | Maxim Gourov                       |                        |                          |  |
| 2000        | Seweryn Kohut                      | Faat Zakirov           | Sławomir Kohut           |  |
| 2001        | Dimitar Dimitrov                   |                        |                          |  |
| 2002        | Dimitar Dimitrov                   | Igor Bonciucov         | Stefano Ciuffi           |  |
| 2003        | Ivaïlo Gabrovski                   | Balazs Rohtmer         | Krassimir Vassiliev      |  |
| 2004        | Tomasz Kloczko                     | Are Hunsager Andresen  | Nélson Vitorino          |  |
| 2005        | Martin Prázdnovský                 | Aleksandr Klemenko     | Michael Muck             |  |
| 2006        | Ivaïlo Gabrovski                   | Sergey Firsanov        | Daniel Petrov            |  |
| 2007        | Evgeni Gerganov                    | Pavel Shumanov         | Massimo Giunti           |  |
| 2008        | Ivaïlo Gabrovski                   | Danail Petrov          | Serhiy Grechyn           |  |
| 2009        | Ivaïlo Gabrovski                   | Vladimir Koev          | Walter Pedraza           |  |
| 2010        | Krassimir Vassiliev                | Ricardo Mestre         | Francisco Mancebo        |  |
| 2011        | Ivaïlo Gabrovski                   | Martin Grashev         | Svetoslav Tchanliev      |  |
| 2012        | Maxat Ayazbayev                    | Marcin Sapa            | Georgi Georgiev Petrov   |  |
| 2013        | Rémy Di Grégorio                   | Spas Gyurov            | Mykhailo Kononenko       |  |
| 2014        | Annulé                             | Annulé                 | Annulé                   |  |
| 2015        | Stefan Hristov                     | Oleg Zemlyakov         | Patrik Tybor             |  |
| 2016        | Marco Tecchio                      | Simone Ravanelli       | Zhandos Bizhigitov       |  |
| 2017 - Nord | Sergiy Lagkuti                     | Aleksandar Aleksiev    | Nicolae Tanovitchii      |  |
| 2017 - Sud  | Vitaliy Buts                       | Stanislau Bazhkou      | Andriy Vasylyuk          |  |
| 2020        | Patryk Stosz                       | Alessandro Baroni      | Miguel Ángel Ballesteros |  |
| 2021        | Immanuel Stark                     | Georg Steinhauser      | Timo Kielich             |  |
| 2022        | Kyrylo Tsarenko                    | Alexis Guérin          | Francesco Di Felice      |  |
| 2023        | Michal Schuran                     | Michele Gazzoli        | Felix Stehli             |  |
| 2024        | Matteo Malucelli                   | Giovanni Carboni       | Thomas Pesenti           |  |